# Bistum Ambato
Das Bistum Ambato (lat.: Dioecesis Ambatensis, span.: Diócesis de Ambato) ist eine in Ecuador gelegene römisch-katholische Diözese mit Sitz in Ambato.

## Geschichte
Das Bistum Ambato wurde am 28. Februar 1948 durch Papst Pius XII. aus Gebietsabtretungen des Erzbistums Quito errichtet und diesem als Suffraganbistum unterstellt. 

## Bischöfe von Ambato
- Bernardino Echeverría Ruiz OFM, 1949–1969, dann Erzbischof von Guayaquil
- Vicente Rodrigo Cisneros Durán, 1969–2000, dann Erzbischof von Cuenca
- Germán Trajano Pavón Puente, 2001–2015
- Jorge Giovanny Pazmiño Abril OP, seit 2015

## Weblinks

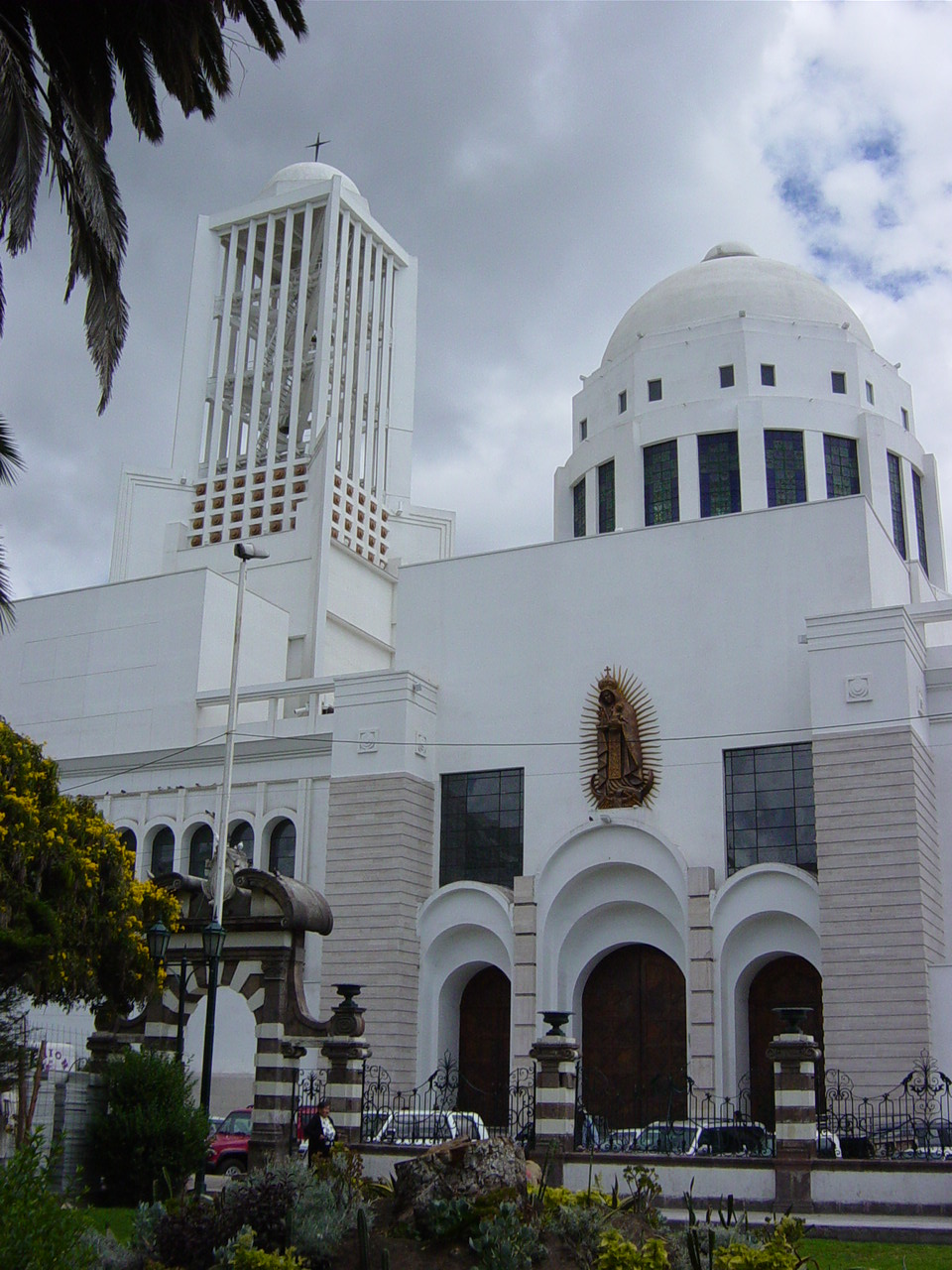
Kathedrale von Ambato